# Balthasar Gérard
Balthasar Gérard (n. cca 1557, în Franche-Comté, Burgundia, Imperiul Spaniol, actualmente regiune administrativă franceză, în prefectura Besançon, d. 14 iulie 1584, Delft, Țările de Jos), consemnat și ca Baltazar Gérard, Balthasar Gerardts sau Balthasar Geeraerts, a fost un catolic burgund care l-a asasinat la 10 iulie 1584 pe Wilhelm I de Orania (Wilhelm Taciturnul, in neerlandeză, Willem de Zwijger, Willem van Oranje, conte de Nassau-Dillenburg, principalul lider al revoltei neerlandeze împotriva Spaniei în timpul Războiului de 80 de ani).
Balthasar Gérard este al doilea autor consemnat de istorie al unui asasinat cu armă de foc reușit împotriva unei persoane de rang princiar (primul fiind scoțianul James Hamilton care l-a asasinat pe James Stewart Conte de Moray, Regent al Scoției, la data de 23 ianuarie 1570), însă este primul faptaș prins, dovedit, judecat, condamnat și executat pentru un asemenea asasinat.

## Context istoric
Balthasar Gérard s-a născut într-o familie cu 11 copii. Catolic practicant, într-o perioadă tulbure a războaielor care au urmat Reformei Protestante, devine un admirator al [[Regelui Filip al II-lea al Spaniei]] și al Olandei. Regiunea în care s-a nascut, Franche-Comté, se afla sub autoritate spaniolă.
În timpul revoltei olandeze, Filip al II-lea a oferit public o recompensă de 25.000 de ducați pentru uciderea lui Wilhelm de Orania, uzurpator al dreptului spaniol asupra Țărilor de Jos, “o ciumă a întregii Creștinătăți și un dușman al rasei umane”.

## Asasinatul
În 10 iulie 1584, Gérard intră în locuința din Delft a Principelui, după ce cu două zile inainte prospectase locul.
Îl așteaptă pe acesta la etajul al doilea al clădirii. Aflat în compania căpitanului velș Roger Williams, Wilhelm este împușcat de trei ori de către ucigașul ieșit din ascunzătoare.
Gérard încearcă să fugă dar este prins de un servitor și un halebardier.
Este judecat și condamnat la moarte după rigorile regicidului, așa cum era descris de Codul penal francez (practica și succesiunea operațiilor este cea de la “ecartelement”, mai puțin folosirea cailor in dezmembrarea condamnatului) și este executat. Violența extremă a sentinței, neconformă cu practicile curente în justiția Țărilor de Jos, arată popularitatea liderului ucis, ura extremă a societății olandeze față de act și autor.

## Motivația. Modalități alternative de consemnare a faptei lui Gérard
Balthasar Gérard este ulterior descris de literatura istorică franceză catolică drept martir.
Fapta sa este justificată de credința justă. 
Faptul că, deși torturat atroce, Balthasar Gérard nu dă semne de suferință este pus pe seama unui ajutor de la Dumnezeu.
În cultura modernă franceză nu este tratat cu ostilitate.
În comuna franceză Vuillafans, localitatea natală a personajului, există și în prezent strada Gérard.
Balthasar Gérard nu a fost însă un asasin kamikaze, el a încercat să fugă, având pregătit un cal și o bășică de porc plină cu aer care să-l ajute să plutească în canalele din Delft. A premeditat și organizat vreme îndelungată crima. În 1584 era în vârstă de 26 sau 27 de ani. A fost probabil motivat și de recompensa uriașă promisă de Filip al II-lea oricui avea să-l ucidă pe Wilhelm de Orania. În fapt, Regele Spaniei a și oferit familiei Gérard, în contul celor 25.000 de scuzi, trei proprietăți însemnate în Lièvremont,  Hostal și Dampmartin (Franche-Comté)
Cum este firesc, autorii olandezi îl demonizeaza.
În Olanda a fost inființată la începutul anilor 1980 - Balthasar Gerards Kommando, o trupa de hardcore punk rock de inspirație anarhistă.